# Zwet- en Groote Blankaartpolder
Het waterschap Zwet- en Groote Blankaartpolder was een waterschap in de gemeenten Leidschendam en Zoeterwoude, in de Nederlandse provincie Zuid-Holland.
Het waterschap was in 1895 gevormd door de fusie van:
- de Groote Blankaartpolder
- de Zwetpolder

Het waterschap was verantwoordelijk voor de waterhuishouding in de polders.